# Secretar general al Partidului Comunist al Uniunii Sovietice
Secretarul general al Partidului Comunist al Uniunii Sovietice (numit uneori prim-secretar) a fost titlul sinonim cu acela de lider al Uniunii Sovietice după moartea lui Lenin în 1924. Funcția era pur administrativă atunci când a fost creată în 1922, Stalin fiind primul care a ocupat acest post. Controlul pe care-l avea asupra birocrației de partid i-a permis lui Stalin să-și consolideze propria putere pe timpul bolii lui Lenin și în mod deosebit după moartea liderului bolșevic. Odată ce Stalin a ajuns să domine Biroul Politic (Politbiuro-ul), poziția de secretar general a devenit sinonimă cu cea de lider al partidului și de conducător de facto al URSS-ului, cu toate că el nu deținea vreo funcție în guvern. 
După 1925, secretarul general a condus Biroul Politic și adesea și Comitetul Central al partidului.